# Éric Bertrand
Éric Bertrand (født d. 16. april 1975 i St. Ephem, Quebec, Canada) er en canadisk ishockeyspiller der i sæsonen 2007-08 spiller for SønderjyskE Ishockey i Superisligaen. Hans foretrukne position på isen er venstre wing. 
Han spillede tre sæsoner i junior-ligaen i QMJHL. Han blev draftet af New Jersey Devils i 8. runde som nr. 207 i alt i 1994. Bertrand har spillet i alt 15 kampe i NHL uden at opnå et eneste point. De 15 kampe i NHL fik han i tidsrummet 1999-2001 for Atlanta Thrashers, New Jersey Devils og Montreal Canadiens.
I modsætning til sine kampe i NHL har Bertrand lavet mange point i den næstbedste nordamerikanske liga AHL. I AHL har han, fordelt over 7 sæsoner, lavet 129 mål og 167 assists for i alt 296 point i 449 kampe.
I Europa har han spillet både i tysk og i engelsk ishockey inden han kom til SønderjyskE inden sæsonen 2006-07. Første sæson i dansk ishockey blev en personlig succes for Bertrand og han blev nr. 4 på ligaens topscorerliste med 19 mål og 31 assists for i alt 50 point i 35 kampe.
Bertrand fortsatte de gode takter i sin anden sæson i dansk ishockey og blev i sæsonen 2007-08 ligaens topscorer i grundspillet med 31 mål og 36 assists for i alt 67 point i 45 kampe.

## Eksterne links
Statistik fra www.eurohockey.net

Statistik fra www.hockeydb.com